# Black Velvet (cocktail)
Il Black velvet (velluto nero) è un cocktail creato in Inghilterra a base di birra stout e vino bianco spumante (tradizionalmente Guinness e champagne).

## Composizione

### Ingredienti
- 6 cl di stout
- 6 cl di vino spumante

### Preparazione
Versare in un flûte precedentemente raffreddato il vino bianco, quindi versare con metodo build (ossia versando delicatamente o l'uso del dorso di un cucchiaino) la stout, in modo che i due liquidi, grazie alla diversa densità, non si mescolino ma formino due strati otticamente separati.

## Storia
Il cocktail fu inventato al club per gentiluomini Brooks's di Londra nel 1861, in occasione della morte del Principe Consorte Alberto. Il cocktail fu creato per simboleggiare l'unione empatica per il lutto fra l'aristocrazia (champagne) e il popolo (birra scura); inoltre il metodo build permetteva di creare una banda nera a somiglianza di una fascia a lutto, permettendo ai gentiluomini del club, anche in tali circostanze, di poter bere lo champagne. Il nome deriva appunto dall'aspetto della "fascia"

## Varianti
Nel tempo son nate diverse varianti del cocktail
- Poor Man's Black Velvet: sostituendo al vino spumante il sidro di mele o di pere.
- Gold Velvet: sostituendo alla birra scura una birra chiara. Alcuni aggiungono anche una spruzzata di succo d'ananas.[1]
- Red Velvet: sostituendo alla birra scura una birra rossa.[1]
- Italian Velvet: usando il prosecco come vino spumante e una birra italiana.[4]
- Bismarck: usando il sekt come vino spumante e una schwartzbeer (birra scura tedesca), da servirsi in un bicchiere da birra.[5]